# Неродимље
Неродимље (понекад и Породимље) је био комплекс неутврђеног двора српских владара у првој половини 14. века који се налази 5 km западно од Урошевца на простору села Горњег и Доњег Неродимља око реке Неродимке. У њему је 29. октобра 1321. године преминуо краљ Милутин (1282—1321), а његовог сина Стефана (1322—1331) је у њему изненада напао његов син и наследник Душан (краљ 1331—1346, цар 1346—1355), после чега се он повукао у Петрич у коме је заробљен, после чега је спроведен у Звечански Град у коме је и умро 11. новембра 1331. године. Ту је "летњиковац" имао и српски цар Урош Немањић.
На широком простору има више остатака, махом сакралне архитектуре из доба Немањића, али је пре археолошких истраживања било немогуће прецизније утврдити прецизан положај самог двора. Крајем `80 година 20. века су на ширем простору обављена истраживања у којима је откривен и стављен под заштиту локалитет некадашњег дворца за који је утврђено да потиче још из 6. века.

## Историја
Крајем 19. века Неродимље је место са српском црквом и школом. Црква посвећена Св. арханђелу Михаилу је дуго имала незаграђено црквено двориште са старим српским гробљем. Мештанин досељеник Блага Тројић је 1899. године о свом трошку озидао део ограде црквене порте, дужине 15 m, којим је заштитио споља олтар црквени. Тада је месни парох био поп Јован Анђелковић.
За ограду око школе дугу 25 m, коју је такође озидао Тројић учествовали су прилогом још неки дародавци мештани, међу којима и дућанџија Цветко Лазић родом из Призрена, са 64 гроша.
Село је са три стране било окружено обронцима Шар планине, а сеоска речица делила насеље на две махале. Дана 7. јула 1899. године била је велика бујица која је нанела велику штету и однела све мостиће, воће, воденице итд.
У махали на десној обали реке била је православна црква посвећена Св. арханђелу Гаврилу а на другој страни српска основна школа. Школа је отворена 1870. године али како није имала своју зграду, често се премештала по изнајмљеним кућама. Тако је било све док стари бакалин Хаџи Никола Стошић (родом из Призрена) није пред смрт завештао своју кућу за српску школу. Први учитељ који је и отворио школу био је Василије Бандовић, родом из Пећи. За њим су учитељевали краће или дуже кадрови: Јова из Србије (1875), Михаило из Лепине (1875—1876), Риста Приштинац (1876—1879), затим следе мештани Столе Богожевић (1879-1881. и 1882-1883) и Димитрије Вулић (1881-1882. и 1883-1892). Сви они су радили по методу старе школе, а најстарији су били читачи књига тзв. "псалтирци" и "часловци". Доласком ученијег и вреднијег учитеља Давида Парлића из Вучитрна (1892—1896), школа постаје савременија и напреднија. Када је учитељ Давид рукоположен за свештеника, његов посао преузима 1896. године Милан Никшић. Никшић се после двогодишње паузе, усталио поново 1899. године. Током поменуте паузе 1897-1899. године ту је радио Петар Ћићарић из Призрена.
При српској школи је 1899. године прослављена је школска слава Св. Сава. У храму и школи служио је поп Анђелковић. Колач славски је пререзан са кумом, школским тутором Јанићијем Стевановићем. Уследила је беседа који је изговорио учитељ Петар Ћићарић. Након извођења светосавске химне чуле се се традиционалне дечије декламације.

## Девастирање 1999. године
После завршетка НАТО агресије на СРЈ и повлачења југословенских снага безбедности са простора АП Косово и Метохија у јуну 1999. године, албански терористи су, након доласка КФОРа и УНМИКа, уништили већи део цркава, а остатке бора, чије се сађење приписивало цару Душану, су посекли и запалили.

## Остаци грађевина на простору Неродимља

### Првобитне претпоставке о положају двора
На основу прегледа надземних остатака објеката, Иван Здравковић је 1975. године претпоставио да би највероватнија локација самог двора могла бити на једном узвишењу између два села, на коме се налазе остаци цркве посвећене светом Николи око које има назнака постојања бедема, а недалеко од њих се налази стара воденица која се у народу назива калуђерском. Међутим, на самом терену има врло мало остатака у траговима. Поред тога, он је указао на још две потенцијалне локације:
- У самом селу Горње Неродимље у дворишту породичне куће Лукића има остатака темеља грађевина и старог гробља.
- У самом селу Горње Неродимље се налази стара црква светих Архангела чију градњу народно предање смешта у 13. век, у чијој се порти налазио бор Цара Душана.

Поред ових места, на простору Горњег Неродимља има остатака цркава посвећених светом Јовану и Богородици, док се у Доњем Неродимљу налазе остаци цркве светог Стефана и још једне цркве чији је храмовни светац непознат, а у суседном селу Манастирцу има остатака цркве за коју се не зна коме је била посвећена.

### Данашње стање објеката

#### Милутинов дворац
Каснија истраживања су потврдила Здравковићеву претпоставку и на простору око цркве посвећене светом Николи односно на простору гробља су откривени остаци византијске палате или летњиковца који је датиран у 6. век. Грађевина је првобитно приписана самом Милутину и као таква је заштићена као дворац краља Милутина, да би археолошким истраживањима која су обављена 1988. године утврђено да је много старија.
Њена унутрашњост је богато украшена фрескама по зидовима, орнаменталним мотивима и мозаичким подовима. У њеном средишту се налази базен украшен мозаиком, као и степениште, док су на западном делу пода, мозаиком изведени ликови седам грчких мудраца уз које су исписане њихове мисли на латинском језику. Претпоставља се да је цела грађевина подигнута у доба цара Јустинијана I (527—565) који је у овом делу Балканског полуострва рођен и познат је по подизању читавих градова у близини (Iustiniana Prima код данашњег Лебана односно Iustiniana Secunda на простору Липљана и Грачанице).
Истраживања су утврдила да су поједини делови грађевине додати у 17. веку, а да је последњи слој употребе овог простора гробље из 19. века, тако да није искључено да су палату користили и српски краљеви у 14. веку.
На старим темељима цркве светог Николе је 1983. године подигнута нова једнобродна грађевина са апсидом и малим кубетом. Њу су после доласка америчких снага КФОРа 1999. године у овај рејон, демолирали, запалили и минирали албански терористи.

#### Остали сакрални објекти
Црква светих Архангела је датирана у 14. век и заправо представља средиште манастирског комплекса. Сама црква је обновљена 1700. године и сачињавала ју је једнобродна грађевина са припратом која је споља омалтерисана и окречена. У њеној унутрашњости се већим делом налазио живопис са почетка 18. века који махом прекрива старији слој из XIV односно 15. века. Испред цркве је био смештен велики црни бор чије сађење је народно предање приписивало самом цару Душану. Са доласком америчких снага КФОРа црква је демолирана, запаљена и минирана, док су остаци самог великог бора посечени и запаљени од стране албанских терориста.
Црква Успења Богородице је била смештена на обронцима Нередичког брда у склопу манастира за који се претпоставља да је подигнут крајем XIV века. Народно предање га повезује са местом смрти српског цара Уроша (1355—1371) који је на том месту наводно умро, после чега је над његовим телом његова мајка Јелена подигла цркву и манастир за његов гроб, због чега се често сам локалитет наводи и као манастир светог Уроша. По народном предању убио га је у лову, краљ Вукашин Мрњавчевић, ударивши "топузом у главу" да је мртав пао и нестао у једном шумском извору. Манастир је запустео 1584. године, а сама црква је срушена у првој половини 19. века, о чему сведочи и Гиљфердинг који је 1858. године видео само рушевине. Црква је поново обновљена, али су је после доласка америчких снага КФОРа албански терористи минирали и дигли у ваздух, тако да је она данас у потпуности сравњена са земљом.
Сличну судбину су доживеле и цркве светог Стефана из XIV века која је обновљена 1996. године и црква посвећена Богородици која је на старијим темељима подигнута 1925. године. Обе су после доласка америчких снага КФОРа у овај регион опљачкали, демолирали, запалили и минирали албански терористи.